# Schlauchseescheide
Die Schlauchseescheide (Ciona intestinalis), auch Schlauchascidie genannt, ist ein sessiles Manteltier (Tunicata), das im Ostatlantik und im Nordpazifik verbreitet ist. Es lebt auch im Mittelmeer, an den europäischen Atlantikküsten, in der Nordsee und in der westlichen Ostsee und wächst auf Felsen, Algen, Muschelschalen und Hafenmolen vom Mittleren Tideniedrigwasser (MTNW) bis in Tiefen von 500 Metern.

## Merkmale
Die Schlauchseescheide lebt solitär oder in losen Gruppen, bildet also keine Tierstöcke aus vielen Einzelindividuen, wie viele andere Seescheiden. Ihr schlanker, aufrecht wachsender Körper wird maximal zwanzig Zentimeter hoch, bleibt in den meisten Fällen aber deutlich niedriger.
Ihre Farbe ist milchig-weißlich, blassgelb oder grünlich und annähernd durchscheinend. Der Rand der Ausströmöffnung ist gelb, die rötlichen Eingeweide scheinen durch.

## Entwicklung
Die Schlauchseescheiden sind simultane Hermaphroditen, d. h. Eier und Spermien werden von den Gonaden eines geschlechtsreifen Tieres nahezu gleichzeitig produziert. Eier werden aber nur dann ins Wasser abgegeben, wenn ein chemisches Sinnesorgan die Anwesenheit von Spermien anderer Schlauchseescheiden signalisiert. Dadurch wird Selbstbefruchtung vermieden. Ungefähr 25 Stunden nach der Befruchtung schlüpfen die Larven.
Die Larven der Schlauchseescheide sind freilebend. Mit Hilfe eines mit kräftigen Muskeln versehenen Ruderschwanzes und einer stabförmigen, elastischen Stütze entlang des Rückens, der Chorda dorsalis, können sich die Seescheidenlarven gut innerhalb des Planktons fortbewegen. Sie besitzen ein Gehirnbläschen, das mit einem Neuralrohr verbunden ist. Bei den Wirbeltieren entwickelt sich aus der Chorda dorsalis und dem Neuralrohr die Wirbelsäule. Bei den Seescheiden werden im sessilen Stadium jedoch diese Anlagen rückgebildet.
Nach ungefähr 36 Stunden Lebenszeit innerhalb des marinen Planktons setzt sich die Larve mit Hilfe einer Haftpapille in der Kehlregion auf hartem Untergrund fest. Die Chorda, die aus nährstoffhaltigen Zellen besteht, wird resorbiert. Das Neuralrohr und das Gehirnbläschen verschwinden, nach deren Rückbildung ist nur noch ein Ganglion vorhanden.

## Ernährung
Die festsitzenden Schlauchseescheiden ernähren sich als Filtrierer. Mit Hilfe von Zilien, die den Kiemendarm auskleiden, wird ein Wasserstrom erzeugt. Dieser wird über die feinen Epithelien der Kiemenspalten geleitet, das mit einem Netz aus klebrigen Sekreten bespannt ist. Hier bleiben die verwertbaren Nahrungspartikel kleben und werden mitsamt dem Netz in den Mitteldarm gezogen und schließlich verdaut. Das Schleimnetz wird stetig nachgebildet.
Das gefilterte Wasser wird direkt in das Atrium, einen vom Mantel gebildeten Hohlraum, geleitet, von wo es durch die Egestionsöffnung wieder nach außen abgegeben wird. Man kann in der Nähe der Schlauchseescheiden oft die Strömungen von sauberem, gefilterten Wasser beobachten, wenn sich diese, beispielsweise in einem Hafenbecken, deutlich von verschmutztem Wasser abheben. Der Enddarm mündet ebenfalls im Atrium.

## Genetik
Die Schlauchseescheide dient als Modellorganismus, sowohl in der Entwicklungsbiologie als auch in der Molekulargenetik. Sie war eines der ersten Tiere, deren Genom vollständig sequenziert wurde. Mit 160 Millionen Basenpaaren ist es relativ klein und entspricht ungefähr einem Zwanzigstel des menschlichen Genoms. Die Veröffentlichung im Jahr 2002 war die erste für ein Chordatier. Rund 16.000 Gene auf 14 Chromosomenpaaren wurden lokalisiert.
Bei weiteren genetischen Untersuchungen stellte sich heraus, dass es sich bei der Schlauchseescheide um einen Artenkomplex handelt, der aus mindestens zwei verschiedenen Arten besteht, die sich äußerlich kaum unterscheiden. Man konnte aber anhand des Genoms zwei Arten differenzieren, die einerseits im Pazifik, andererseits im europäischen Nordatlantik vorkommen. Das 2002 sequenzierte Exemplar stammte aus der Half Moon Bay an der kalifornischen Pazifikküste, ein europäisches Vergleichsexemplar von der Westküste Schottlands. Es wird angenommen, dass sich die beiden Gruppen seit mindestens 20 Millionen Jahren auseinanderentwickelt haben. Dennoch sind die morphologischen Unterschiede gering. Im Labor konnten auch Hybriden zwischen den beiden Gruppen gezüchtet werden, diese sind jedoch unfruchtbar. Eine Studie aus dem Jahr 2010 legt die Differenzierung in zwei weitere Arten nahe, von denen eine auf das Mittelmeer, die andere auf das Schwarze Meer beschränkt ist. Es wird also angenommen, dass es sich bei der weltweit verbreiteten Schlauchseescheide eigentlich um vier kryptische Arten handelt.